# Lewis Ponds
Lewis Ponds är en ort i Australien. Den ligger i kommunen Cabonne och delstaten New South Wales, i den sydöstra delen av landet, omkring 190 kilometer väster om delstatshuvudstaden Sydney. Orten hade 127 invånare år 2021.
Närmaste större samhälle är Orange, omkring 16 kilometer väster om Lewis Ponds. 